# Bohrau (Forst (Lausitz))
Bohrau, niedersorbisch Bórow, ist ein Ortsteil der Stadt Forst (Lausitz) im Landkreis Spree-Neiße in Brandenburg. Bohrau liegt im amtlichen Siedlungsgebiet der Sorben/Wenden.

## Lage
Bohrau liegt in der Niederlausitz etwa fünf Kilometer westlich der Grenze zu Polen und knapp neun Kilometer nördlich von Forst. Umliegende Ortschaften sind Briesnig im Norden, Naundorf im Osten, Mulknitz im Süden, der zur Gemeinde Heinersbrück gehörende Ortsteil Grötsch im Westen sowie Heinersbrück im Nordwesten.
Bohrau liegt an der Bundesstraße 112, die den Ort mit Forst und mit Guben verbindet. Westlich von Bohrau liegt der Braunkohletagebau Jänschwalde. Der ehemalige Ortsteil Klein Bohrau wurde 1986 zugunsten des Tagebaus abgerissen.

## Geschichte

Bohrau auf einer Landkarte von 1920

Bohrau wurde erstmals im Jahr 1546 als „Boraw“ urkundlich erwähnt. Der Ortsname stammt aus dem Sorbischen und bedeutet „Siedlung am Kiefernwald“.
Nach dem Wiener Kongress kam Bohrau wie die gesamte Niederlausitz an das Königreich Preußen. Dort lag der Ort im Amtsbezirk Bohrau im Landkreis Sorau (Lausitz). Danach lag Bohrau bis 1952 im Landkreis Cottbus. Am 25. Juli 1952 wurde Bohrau dem neu gebildeten Kreis Forst im Bezirk Cottbus zugeteilt und lag nach der Wende im Landkreis Forst in Brandenburg. Nach der Kreisreform in Brandenburg am 6. Dezember 1993 kam die Gemeinde Bohrau zum neu gebildeten Landkreis Spree-Neiße und wurde zusammen mit neun weiteren bis dahin eigenständigen Gemeinden in die Stadt Forst (Lausitz) eingegliedert.

## Bevölkerungsentwicklung
| 1875 | 239 | 1939 | 229 | 1981 | 214 |
| 1890 | 262 | 1946 | 262 | 1985 | 199 |
| 1910 | 212 | 1950 | 250 | 1989 | 191 |
| 1925 | 235 | 1964 | 257 | 1992 | 197 |
| 1933 | 235 | 1971 | 273 |      |     |

Für seine Statistik über die sorbische Bevölkerung in der Lausitz zählte Arnošt Muka in den 1880er-Jahren 25 sorbischsprachige Einwohner.

## Nachweise
1. ↑  Stadt Forst (Lausitz) – Ortsteile der Stadt Forst (Lausitz). Abgerufen am 20. März 2025.
2. ↑  Stadt Forst (Lausitz) - Einwohner der Stadt Forst (Lausitz). Abgerufen am 20. März 2025.
3. ↑  Eintrag „Bórow“ in der niedersorbischen Ortsnamendatenbank auf dolnoserbski.de
4. ↑  Reinhard E. Fischer: Die Ortsnamen der Länder Brandenburg und Berlin: Alter - Herkunft - Bedeutung. be.bra Wissenschaft, 2005, S. 30.
5. ↑  Bohrau im Geschichtlichen Ortsverzeichnis. Abgerufen am 24. Juli 2017.
6. ↑  Änderungen bei den Gemeinden Deutschlands, siehe 1993 StBA
7. ↑  Historisches Gemeindeverzeichnis des Landes Brandenburg 1875 bis 2005. (PDF; 331 kB) Landkreis Spree-Neiße. Landesbetrieb für Datenverarbeitung und Statistik Land Brandenburg, Dezember 2006, abgerufen am 24. Juli 2017.
8. ↑  Ernst Tschernik: Die Entwicklung der sorbischen Bevölkerung. Akademie-Verlag, Berlin 1954.